# Havelock Vetinari
Havelock Vetinari es un personaje recurrente de serie de novelas del Mundodisco escritas por Terry Pratchett; en ellas se presenta como el gobernante de la ciudad de Ankh-Morpork.

## El personaje
El primer nombre de Lord Vetinari es Havelock y su título es el de Patricio de la ciudad de Ankh-Morpork, aunque la única persona a la que le ha otorgado la confianza para llamarlo por su nombre de pila es a Lady Sybill Ramkim, su amiga desde joven. Ankh-Morpork tiene como sistema de gobierno ese tipo de democracia que se define por “un hombre, un voto”, en este caso el hombre es el Patricio y el voto el suyo.

## Físico
Físicamente Lord Vetinari es muy alto y delgado, vistiendo siempre con ropa sencilla de color negro, hasta el punto de que lo han definido como alguien con una silueta que recuerda a un flamenco carnívoro. Sus costumbres son muy espartanas, no le gusta el lujo ni los excesos. Su comida suele consistir en una rebanada de pan y un vaso de agua, considerándolo algo sobrio y suficiente; a veces, si cree estar de ánimos para emociones intensas, juega al ajedrez.
Sin embargo en lo que se sabe aun conserva todas sus facultades como asesino y una sorprendente agilidad que le permite incluso hacer malabares e ilusionismo, ya que según él mismo explica después de mantener equilibrada una ciudad completa, los huevos y palitroques son una nimiedad.
Más adelante resultará herido en una pierna en un intento de asesinato y se verá obligado a usar bastón, aunque aparentemente ello no supondrá apenas ningún cambio en su capacidad física.

## Aficiones
La principal afición de Lord Vetinari es trabajar. Se pasa todo el día trabajando y está al corriente de todo lo que ocurre en la ciudad y el Mundodisco, gracias a su extensa red de espías, que están junto a él por elección propia y sin coerción (también podían por propia elección y sin ninguna coaerción elegir el pozo de escorpiones) . Es siempre el primero en levantarse por la mañana y el último en acostarse por la noche, hasta el punto de que muchas veces la hora de irse a la cama solo es una excusa para cambiarse de traje. También le gusta la música, pero le parece indigno ponerla en contacto con pieles tensadas en tambores y cuerdas hechas de tripas de gato, por lo que prefiere leerla directamente en las partituras.
Fred Colon lo describe (en ¡Voto a Bríos!) como un anciano delgado, vestido con una toga negra y apoyado en una vara de caña a modo de bastón, lo cual no deja de perturbarlo, ya que es consciuente de que para ser Patricio se debe ser el jefe de un gremio, en este caso el de los asesinos, y como tal debería ser el mejor asesino e ir siempre armado, sin embargo, su aspecto atemoriza más que el de mucho de los asesinos modernos.
El único ser conocido por el que siente afecto es su perro Galletas, un terrier muy anciano que ha aparecido en varias novelas de la serie.

## Historia
Lord Vetinari es descendiente de los Vetinari, una de las familias más antiguas y poderosas de Ankh-Morpork. En su juventud estudió en el Gremio de Asesinos de Ankh-Morpork considerada unánimemente una de las mejores entidades educativas del Mundodisco.
En su juventud fue considerado un alumno extraño entre sus compañeros, ya que contradecía muchos de los preceptos del gremio a la hora de inhumar gente (prefería vestirse de gris ya que consideraba mejor camuflaje que el negro azabache y atacar de frente a quien esperaba una emboscada). Guiado por su tía, su primera mentora, fue quien ejecutó al Patricio de turno cuando tenía 17 años, también se le encargó proteger al Sargento John Kell y su batallón durante el levantamiento consecuente, pero llegó después que lo asesinaran, por lo que se unió a la guardia disidente y peleó abiertamente contra las fuerzas gubernamentales; décadas después reconocería ante Vimes que este incidente y su fallo al momento de proteger al sargento fue uno de los incidentes que lo llevó a aspirar a ser Patricio y reformar la ciudad.
Más adelante realizó un viaje por todo el disco, tal como era costumbre entre los jóvenes acomodados de Ank-Morpork en aquel tiempo. Durante este viaje conoció y tuvo relación (la naturaleza exacta de la cual nunca ha sido aclarada) con la condesa Lady Margolotta, una vampira de Überwald, quien inculcaría gran parte del tipo de pensamiento que actualmente hace de Havelock Vetinari el poderoso Patricio que es.
Finalmente y como exige la ley de la ciudad de quien aspire a ser el Patricio, llegó a ser jefe del gremio de asesinos, lo que justifica su costumbre aun en la actualidad de vestir solo de negro.

## Política
El pensamiento político de Lord Vetinari es absolutamente pragmático y se resume en el lema de su familia: "Si non confectus, non reficiat" (si no está roto, no lo arregles). Esto no significa que su gobierno sea totalmente inmovilista ya que las cosas que sí están rotas son arregladas o eliminadas sin compasión.
Bajo su mandato en Ankh-Morpork ha proliferado el sistema de gremios, dando cabida incluso a algunos como el de mendigos, el de "costureras" (o mujeres de afecto negociable, como también se autodenominan), o el de ladrones. Este último fue legalizado ya que, en palabras del propio Lord Vetinari, "si siempre habrá crimen, que por lo menos sea crimen organizado". De esta manera los robos son repartidos equitativamente entre todos los ciudadanos y por una pequeña suma periódica todo el mundo puede pasear tranquilamente por la calle sin miedo a ser atracado, ya que es el propio gremio de ladrones el que se encarga de que no haya robos "ilegales". Originalmente esta medida fue propuesta a los jefes criminales como una forma de ganar estatus y subir su nivel social, por lo que oficialmente estuvieron de acuerdo con el ofrecimiento del Patricio en la medida que les fuera conveniente, aunque en realidad planeaban obedecer este acuerdo solo cuando les fuera beneficioso; pero, como el Patricio les dijo una vez legalizados, ahora que salieron a la luz él ya sabía donde vivían sus esposas y donde jugaban y estudiaban sus hijos, por ello los jefes de los gremios se esfuerzan siempre por mantenerse legales y "honestos".
Vetinari también ha fomentado la inmigración dentro de Ankh-Morpork convirtiendo a esta ciudad en la más multirracial y multicultural de todo el Mundodisco, ya que, como él dice, "las aleaciones son más fuertes". Como resultado de ello, entre otras cosas, Ankh-Morpork es la mayor ciudad enana del Disco.
En resumen, Lord Vetinari es el perfecto exponente del gobernante renacentista, tal como se relata en el libro El Príncipe de Nicolás Maquiavelo, en el que Pratchett se inspiró para crear el personaje. De hecho, el mismo apellido "Vetinari" es una caricatura del de Lorenzo de Médicis, al que Maquiavelo dedicó su libro (Médici = Médico, Vetinari = Veterinario).
- Datos: Q2251084